# Sulzbach/Saar

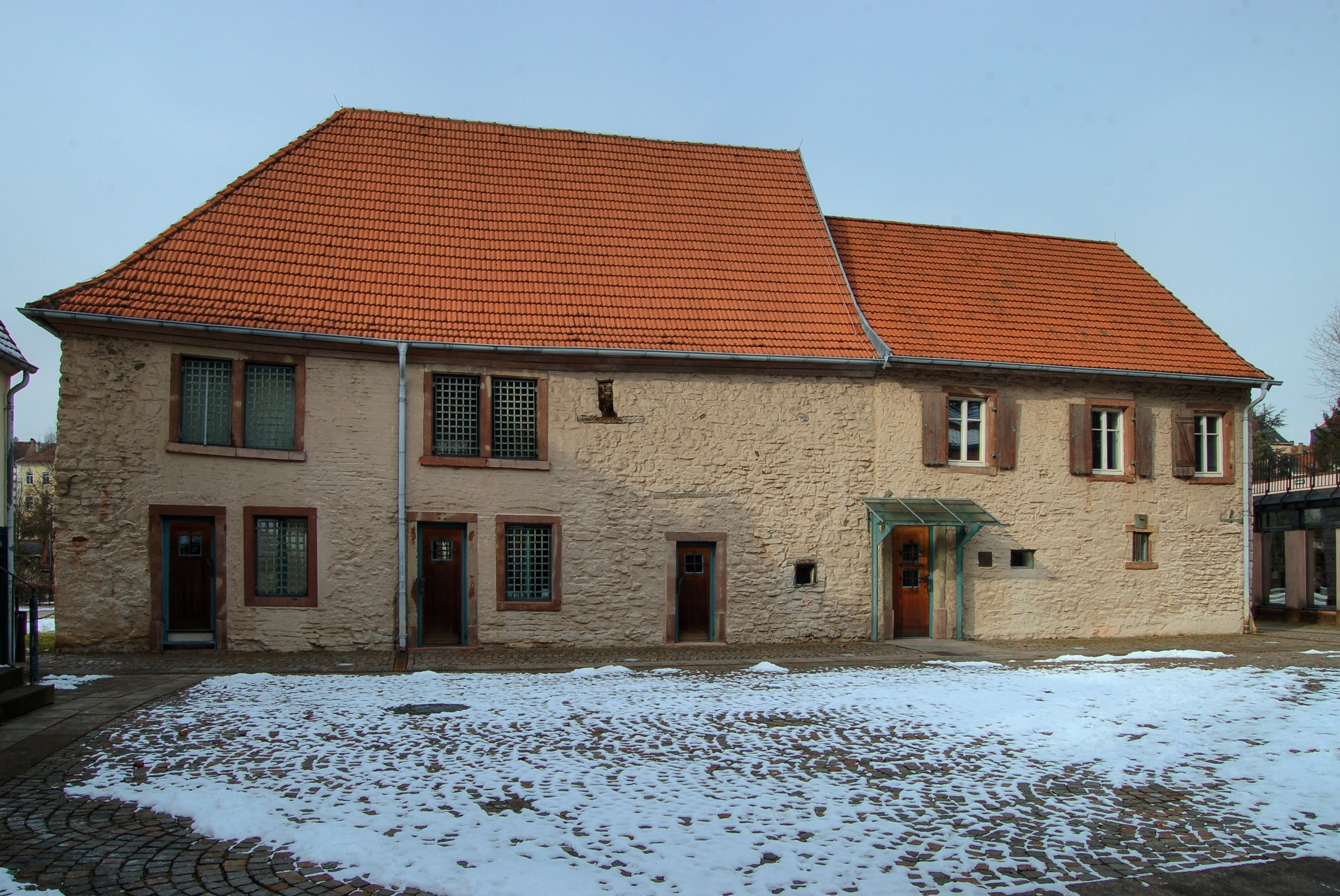
Historisches Salzbrunnenhaus

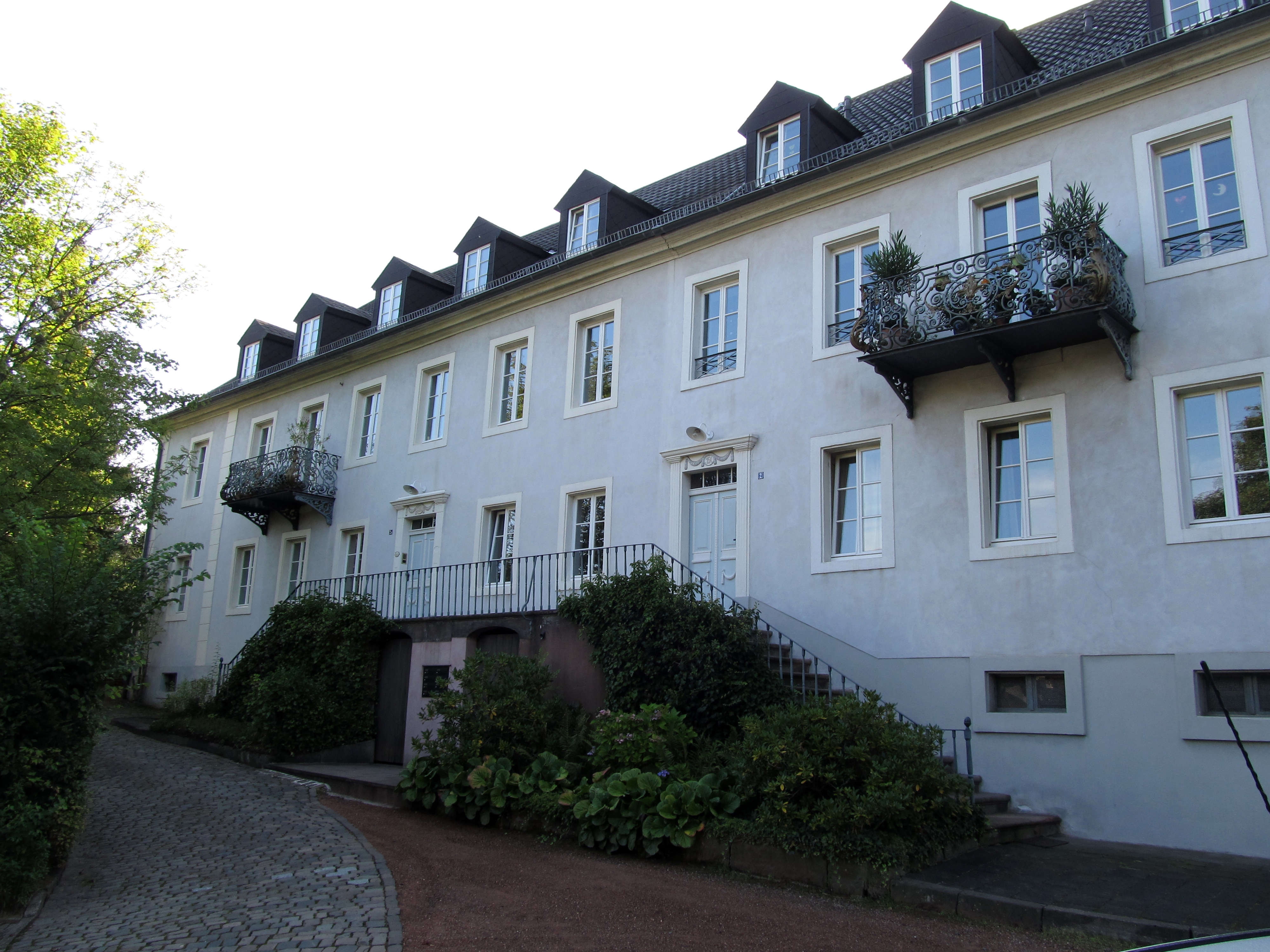
Ehem. Herrenhaus Appolt. 1830–1908 Sitz der Unternehmerfamilie Appolt, Besitzer der „Blaufabrik“

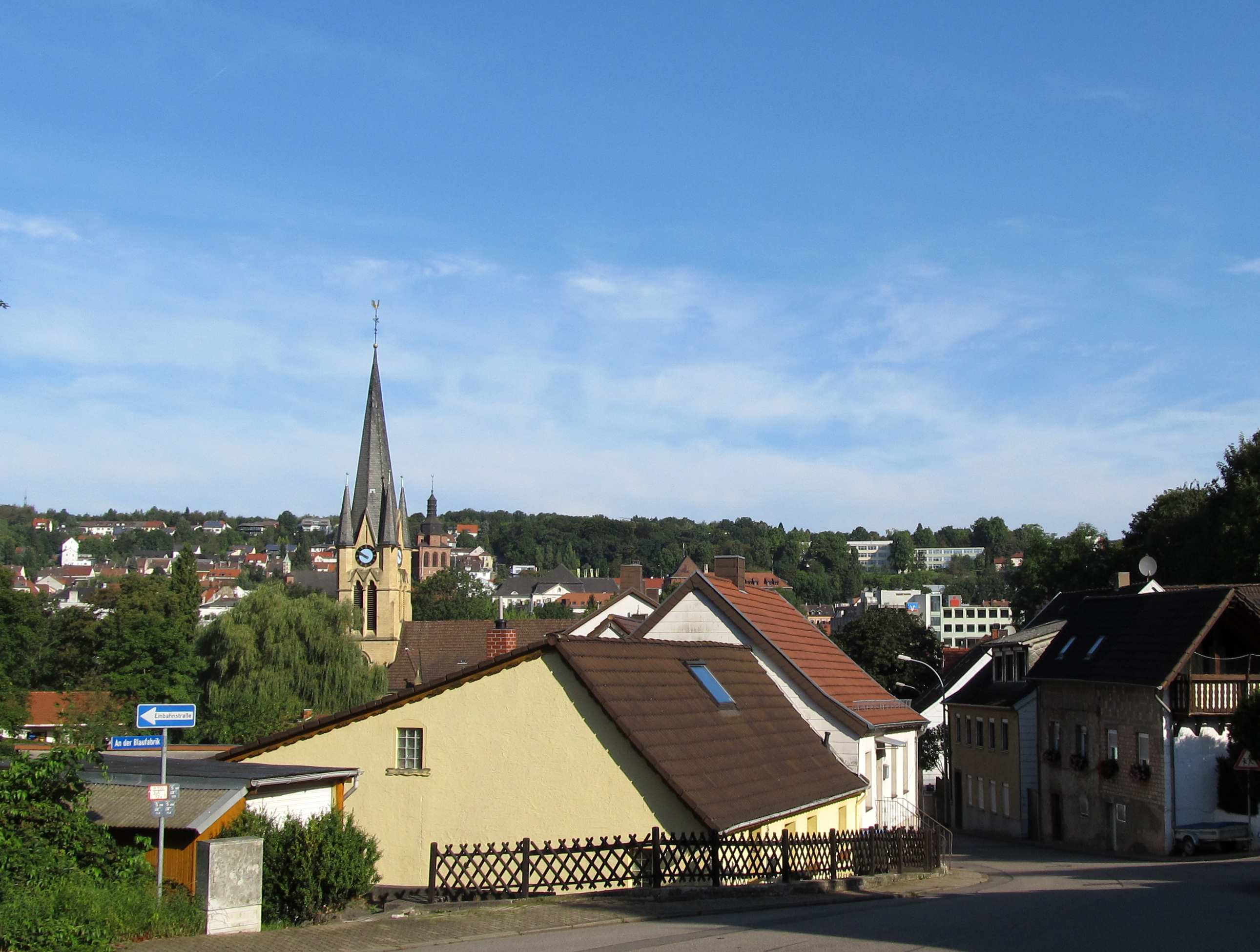
Blick vom Herrenhaus Appolt auf das Stadtzentrum

Sulzbach/Saar (ⓘ) ist eine Stadt im saarländischen Regionalverband Saarbrücken.

## Geografie

### Lage
Die Stadt liegt im oberen Sulzbachtal im Gebiet des Saarkohlenwaldes, etwa zehn Kilometer nordöstlich von Saarbrücken und etwa vier Kilometer nordwestlich von St. Ingbert.

### Stadtteile
Zu Sulzbach/Saar gehören die Stadtteile Altenwald, Brefeld, Hühnerfeld, Neuweiler, Schnappach sowie Sulzbach Mitte, der ursprüngliche Ortskern.

### Nachbargemeinden
Im Süden grenzt die Stadt Sulzbach an die Landeshauptstadt Saarbrücken (Stadtteil Dudweiler), im Westen an die Gemeinde Quierschied und im Norden an die Stadt Friedrichsthal, die alle zum Regionalverband Saarbrücken gehören. Im Nordosten grenzt Sulzbach an Spiesen-Elversberg im Landkreis Neunkirchen und im Osten an die Mittelstadt St. Ingbert, die im Saarpfalz-Kreis liegt.

### Klima
Der Jahresniederschlag beträgt 922 mm und liegt damit im oberen Drittel der von den Messstellen des Deutschen Wetterdienstes erfassten Werte. Über 79 % zeigen niedrigere Werte an. Der trockenste Monat ist der April; am meisten regnet es im Dezember. Im niederschlagreichsten Monat fällt ca. 1,6-mal mehr Regen als im trockensten Monat. Die jahreszeitlichen Niederschlagschwankungen liegen im unteren Drittel. In nur 24 % aller Orte schwankt der monatliche Niederschlag weniger.

## Geschichte
Im Jahr 1346 wurde das Dorf Sulzbach zum ersten Mal urkundlich erwähnt. Über den genauen Zeitpunkt der Gründung gibt es keine Erkenntnisse. Die Benennung nach dem durch den Ort fließenden Sulzbach lässt im Gegensatz zu anderen Ortsnametypen keine eindeutige zeitliche Zuordnung zu. Dennoch ist mit ziemlicher Sicherheit auszuschließen, dass Sulzbach eine Gründung des frühen Mittelalters ist, da von Gewässern abgeleitete Siedlungsnamen erst mit den großen Rodungen des Hochmittelalters Verbreitung fanden. Aus diesem Grund kann man die Gründung Sulzbachs im 12. oder 13. Jahrhundert, also im Hochmittelalter annehmen. Diese Annahme wird auch durch die Siedlungsgeographie gestützt. Die Lage im Saarkohlenwald, einem der unfruchtbarsten Gebiete des Saarlandes, gaben kaum Anreize zur Ansiedlung. Von Dudweiler aus, das am Ausgang des Sulzbachtales liegt und 977 erstmals erwähnt wurde, schob sich die Besiedlung nur zögernd talaufwärts. Das an den Sulzbachquellen gelegene Friedrichsthal wurde erst 1723 gegründet.
Die Erwerbsquellen der Bewohner Sulzbachs lagen im Spätmittelalter bei wilden, ungeordneten Kohlengräbereien, von denen Berichte aus dem Jahr 1462 zeugen. Mit dem endgültigen Übergang in den Besitz der Grafschaft Nassau-Saarbrücken im Jahr 1549 begann in Sulzbach die Salzgewinnung, die bis 1736 anhielt, als das unrentable Salzwerk geschlossen wurde.
Der Dreißigjährige Krieg (1618–1648) beeinträchtigte Sulzbach zunächst nicht, da die Grafen von Saarbrücken es anfangs verstanden, sich aus der Auseinandersetzung herauszuhalten. Doch bereits 1623 brach im Sulzbachtal erstmals die Pest aus, und 1627/1628 litt die Grafschaft Saarbrücken, und damit auch Sulzbach, unter den hier einquartierten zügellosen kaiserlich kratzischen Truppen (Graf Johann Philipp Craz).
Nachdem Saarbrücken ein Bündnis mit den Schweden eingegangen war, kam es 1635 zur Katastrophe, als die kroatische Soldateska des kaiserlichen Generalleutnants und Feldzeugmeisters Gallas das Land verheerte, und dabei auch das Dorf Sulzbach zugrunde ging. Nach einem Ende 1635 erstellten Bericht des Saarbrücker Rentmeisters Klicker gab es in Sulzbach nur noch zwei Einwohner.
Es sollte 93 Jahre dauern, bis Sulzbach wieder neu entstand. Im Jahr 1728 begann die Wiederbesiedlung des Dorfes. Im Laufe des 18. Jahrhunderts wurde in Sulzbach mit der 1765 errichteten Eisenschmelze auf der „Schmelz“ die Industrialisierung eingeleitet. Ab Mitte des 19. Jahrhunderts wurde für über 100 Jahre der Steinkohlebergbau die bedeutendste Erwerbsquelle in Sulzbach, der durch den Bau der Eisenbahn im Jahr 1852 einen enormen Aufschwung nahm. Ein weiterer wichtiger Wirtschaftsfaktor im 19. Jahrhundert war auch die Glasindustrie. Von Beginn des 19. Jahrhunderts bis zum Jahr 1936 wurde in der Sulzbacher „Blaufabrik“ das koch- und lichtfeste Preußische oder Berliner Blau, das zum Einfärben von Stoffen verwandt wurde, produziert.
Während des Völkerbund-Mandats über das Saargebiet (1920–1935) wurde 1920 in Sulzbach eine der ersten Domanialschulen eingerichtet.
1866 erhielt Sulzbach eine selbständige Gemeindeverwaltung, und 1939 wurde ein Gemeindewappen verliehen. 1946 wurde Sulzbach zur Stadt erhoben.

### Eingemeindungen
Im Zuge der saarländischen Gebiets- und Verwaltungsreform kam der St. Ingberter Stadtteil Schnappach (früher „St. Ingberter Grube“ genannt) mit Wirkung vom 1. Januar 1974 zur Stadt Sulzbach.

### Einwohnerentwicklung
| Sulzbach/Saar: Einwohnerzahlen von 2005 bis 2024 | Sulzbach/Saar: Einwohnerzahlen von 2005 bis 2024 | Sulzbach/Saar: Einwohnerzahlen von 2005 bis 2024 | Sulzbach/Saar: Einwohnerzahlen von 2005 bis 2024 | Sulzbach/Saar: Einwohnerzahlen von 2005 bis 2024 |
| ------------------------------------------------ | ------------------------------------------------ | ------------------------------------------------ | ------------------------------------------------ | ------------------------------------------------ |
| Jahr                                             |                                                  |                                                  |                                                  | Einwohner                                        |
| 2005                                             | 2005                                             |                                                  | 18.232                                           | 18.232                                           |
| 2006                                             | 2006                                             |                                                  | 18.172                                           | 18.172                                           |
| 2010                                             | 2010                                             |                                                  | 17.452                                           | 17.452                                           |
| 2012                                             | 2012                                             |                                                  | 17.300                                           | 17.300                                           |
| 2015                                             | 2015                                             |                                                  | 16.215                                           | 16.215                                           |
| 2024                                             | 2024                                             |                                                  | 16.376                                           | 16.376                                           |
|                                                  |                                                  |                                                  |                                                  |                                                  |

## Politik

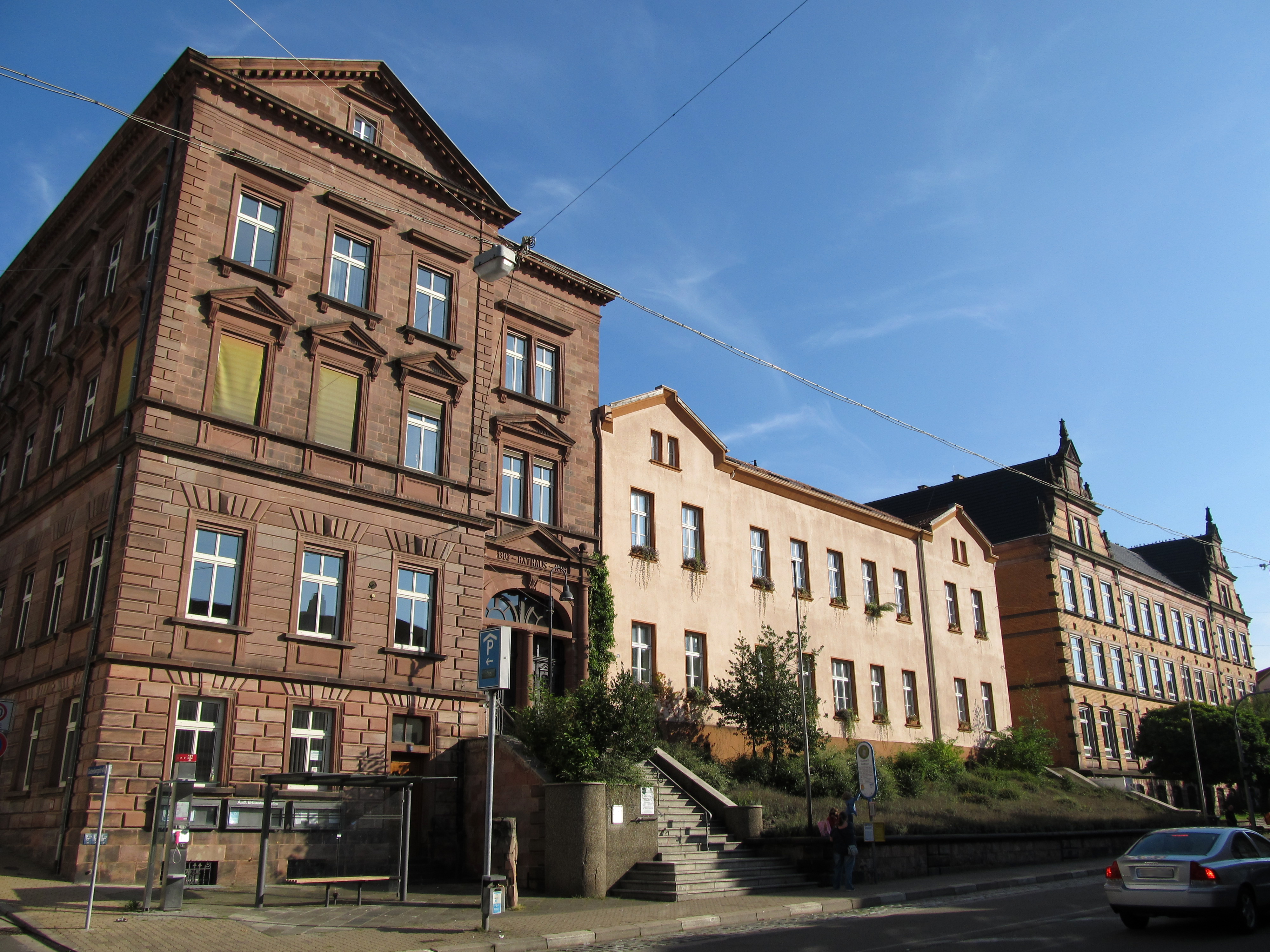
Rathaus Sulzbach

### Gemeinderat
Der Stadtrat der Stadt Sulzbach/Saar besteht aus 33 Mitgliedern. Er wurde zuletzt bei der Kommunalwahl am 9. Juni 2024 gewählt. Das Ergebnis führte zu folgender Sitzverteilung:
- SPD: 8 Sitze (+1)
- CDU: 10 Sitze (-1)
- AfD: 7 Sitze (+3)
- GRÜNE: 1 Sitz (-2)
- FDP: 1 Sitz (±0)
- LINKE: 1 Sitz (-1)
- FW Sulzbach/Saar: 5 Sitze (±0)

### Bürgermeister
- 1946–1956: Fritz Schneider (SPD)
- 1956–1966: Wolfgang Müller
- 1967–1977: Richard Bellon (CDU)
- 1977–1982: Hans Joachim Lissmann (CDU)
- 1982–1992: Ulf Huppert (FDP)
- 1992–2010: Hans-Werner Zimmer (SPD)
- seit dem 1. Oktober 2010: Michael Adam (CDU)

Am 9. Juni 2019 wurde Michael Adam mit 69,7 % in einer Stichwahl für eine weitere Amtszeit als Bürgermeister gewählt.

### Wappen
Das Wappen wurde am 18. August 1946 genehmigt.
Blasonierung: „In Blau ein silberner Linkswellenschrägbalken, rechts oben schräggekreuzt die silbernen goldgestielten Abzeichen des Bergbaues, Schlägel und Eisen.“
Das Wappen weist mit dem Wellenbalken auf den Namen der Stadt hin. Der Sulzbach wird aus salzhaltigen Quellen („Sulze“) gespeist. Schlägel und Eisen deuten auf die drei Kohlengruben im Stadtgebiet hin, die Farben Blau und Silber des Wappens nach der amtlichen Begründung auf die frühere Zugehörigkeit zu Nassau-Saarbrücken, die jedoch richtigerweise die Farben des Hauses Saarbrücken-Commercy sind.
Das Wappen wurde von Lothar Högel gestaltet.

### Städtepartnerschaften
- Die italienische Partnergemeinde von Sulzbach/Saar ist seit dem Jahr 2000 Ravanusa (Sizilien). Ein sichtbares Zeugnis der Partnerschaft ist auf deutscher Seite die Umbenennung des Marktplatzes in „Ravanusa Platz“. Auf italienischer Seite wurde in der „Via S. Lauricella“ ein Platz errichtet, auf dem der aus Sulzbach gesandte Kohlenwagen steht.
- Weitere Partnerstadt ist seit 2005 Bassila in Benin (Donga Department, Westafrika).
- Seit 2014 ist auch Arc-et-Senans in der französischen Region Bourgogne-Franche-Comté Partnerstadt.
- Am 13. März 2022 wurde die seit 2015 bestehende Freundschaft mit der französischen Gemeinde Rémelfing im Rahmen eines Festaktes mit anschließendem deutsch-französischen Marktfest rund um das Salzbrunnen-Ensemble als offizielle Partnerschaft besiegelt.[12]

## Kultur und Sehenswürdigkeiten

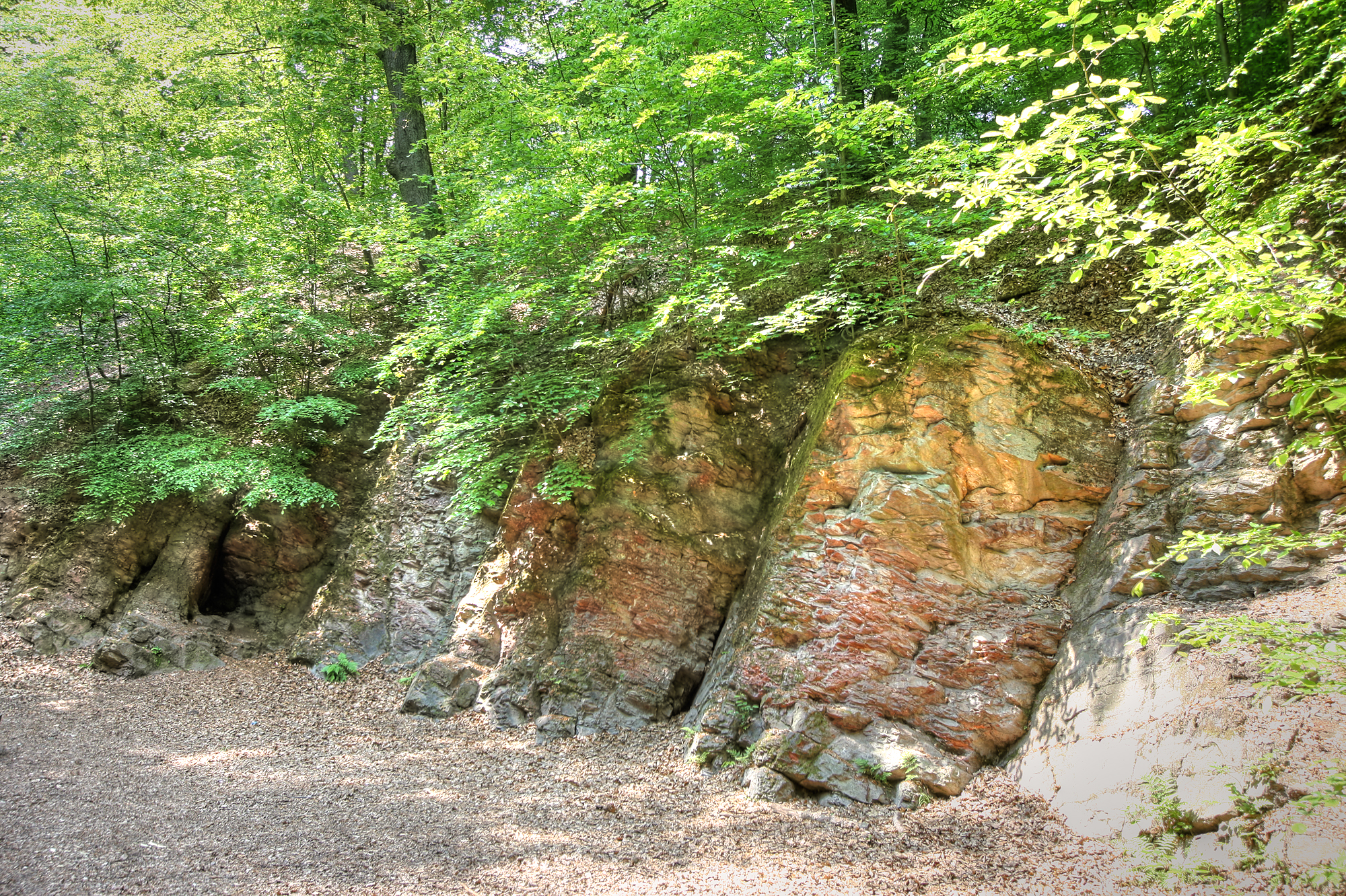
„Brennender Berg“

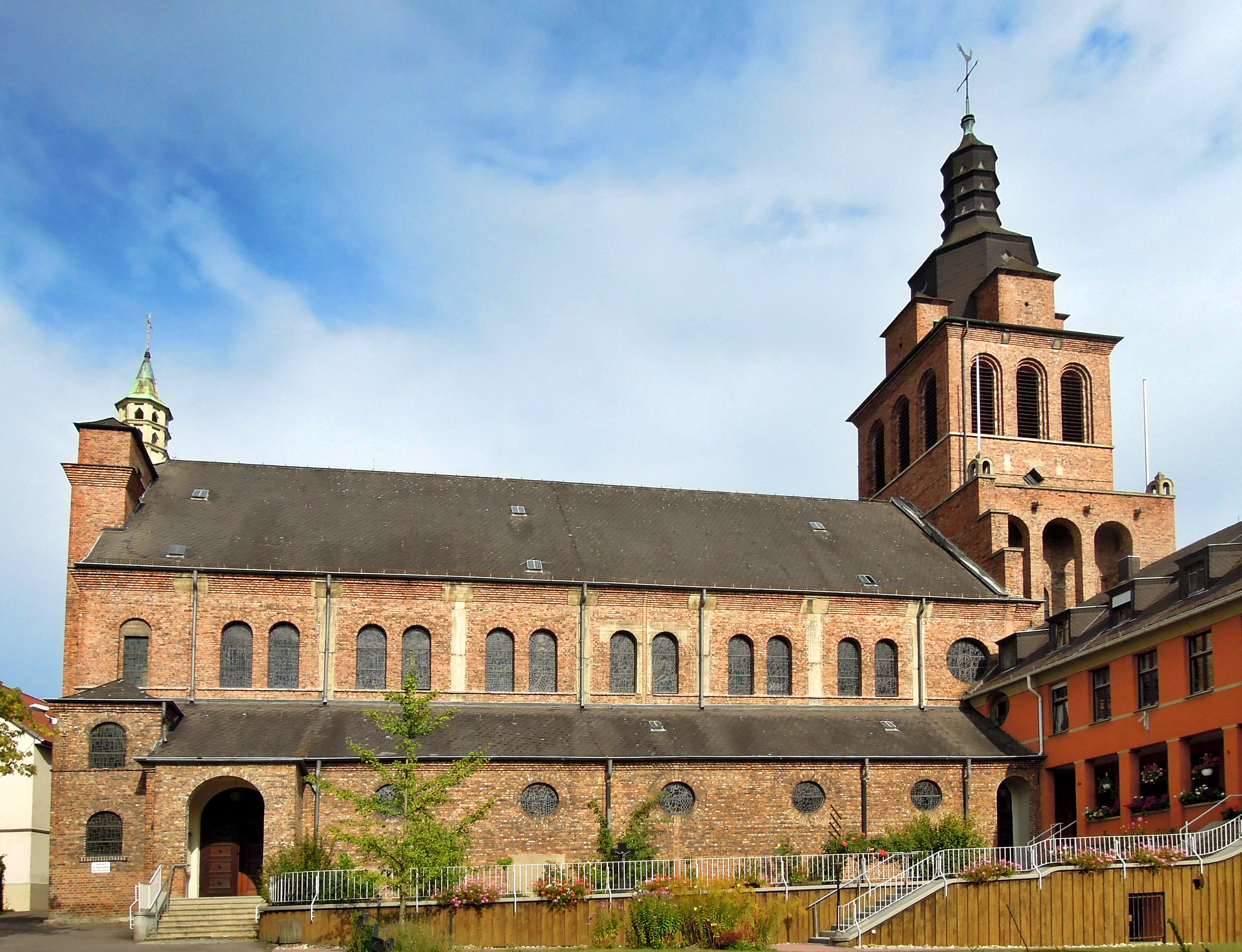
Katholische Pfarrkirche Allerheiligen

Im Wald zwischen Sulzbach und Dudweiler befindet sich in einer als „Klamme“ bezeichneten Schlucht das Naturdenkmal „Brennender Berg“. Nach der Überlieferung geriet hier in den 1660er Jahren ein tagesnahes Steinkohlenflöz in Brand. Johann Wolfgang von Goethe besuchte 1770 den Brennenden Berg, woran eine Gedenktafel erinnert. Im 10. Buch seiner Lebenserinnerungen Dichtung und Wahrheit schrieb er über diesen Besuch. Heute ist von dem brennenden Flöz kaum noch etwas zu sehen, nur noch gelegentlich sieht man kleine Rauchfahnen aufsteigen oder an sehr kalten Tagen kondensierende Luft aufgrund des Wärmeunterschiedes.

### Bauwerke
- Die historischen Salzhäuser – „Auf der Schmelz“, bestehend aus dem Salzbrunnenhaus (erbaut 1730) und dem sogenannten Salzherrenhaus.
- Denkmalgeschützte Wohn- und Geschäftshäuser im Innenstadtbereich in der Sulzbachtalstraße. Die z. T. restaurierten Häuser mit prachtvollen Fassaden verschiedener Stilrichtungen des Historismus wurden zwischen 1875 und 1910 erbaut.
- Das Rathaus in der Sulzbachtalstraße besteht aus einem älteren, 1867 erbauten, zweigeschossigen spätklassizistischen Bau und einem 1903/1904 angefügten viergeschossigen Anbau im Neorenaissancestil mit reich gegliederter Sandsteinfassade.
- Das Amtsgericht Sulzbach/Saar in der Vopeliusstraße, dessen Fassade des 1913 errichteten Gebäudes sich an barocken Schlossbauten des 17./18. Jahrhunderts orientiert.
- Die katholische Pfarrkirche Allerheiligen, die 1927–1929 nach einem Entwurf des Trierer Architekten Peter Marx als tonnengewölbte Saalkirche mit mächtigen mehrgeschossigen Glockenturm in Ziegelbauweise errichtet wurde und regional zu den erstrangigen Bauten zählt.[14]
- Die evangelische Pfarrkirche – „Auf der Schmelz“, die 1852–1854 nach den Plänen des Berliner Architekten C. Rüger als erster neogotischer Kirchenbau an der Saar erbaut wurde. 1897–1998 erfolgte eine Erweiterung durch den Saarbrücker Architekten Heinrich Güth.
- Der Bahnhof von Sulzbach, 1938–1939 an Stelle eines Fachwerk-Vorgängerbaus als zwei- und eingeschossiger Gebäudekomplex in Klinkerbauweise entstanden, beinhaltet eine denkmalgeschützte Holzdecke in der Eingangshalle.
- Das ehemalige Herrenhaus Appolt, ein 1792 erbauter, später erweiterter zweigeschossige Barockbau mit zwölf Fensterachsen. Er diente 1830–1908 als Herrenhaus der Unternehmerfamilie Appolt, den Besitzern der „Blaufabrik“.
- Die Grabkapelle Appolt befindet sich östlich hinter dem Seniorenheim der AWO. Es handelt sich um eine um 1900 errichtete, gotisch orientierte Kapelle mit halbrunder Apsis, die als Grablege für die Sulzbacher Unternehmerfamilie Appolt diente.
- Die evangelische Kirche im Ortsteil Altenwald, die 1891–1893 im neoromanischen Stil als Betsaal in Ziegelbauweise errichtet und 1894 um den Chor sowie 1896/1897 um den Kirchturm erweitert wurde. Die infolge von Grubensenkungen verursachte extreme Schiefstellung des Turmes führte zum Namen „Schiefer Turm von Altenwald“.
- Die katholische Pfarrkirche Herz-Jesu im Ortsteil Altenwald, die 1910/11 nach dem Entwurf des Saarbrücker Architekten Moritz Gombert als dreischiffige Basilika mit dreiseitig polygonalem Chor erbaut wurde.
- Die katholische Pfarrkirche St. Marien im Ortsteil Hühnerfeld ist ein markanter roter Ziegelbau mit hell abgesetzten Putzflächen aus dem Jahr 1910.
- Die katholische Filialkirche St. Pius im Ortsteil Brefeld, die 1898/99 ursprünglich als Pferdestall der Kreuzgrabenschächte errichtet und Ende der 1950er Jahre zur Kirche umgebaut wurde.

### Grünflächen
Von der evangelischen Kirche „Auf der Schmelz“ parallel zur Sulzbachtalstraße erstreckt sich in westlicher Richtung der 1960 ausgebaute Stadtpark. Er geht in seiner Entstehung auf die ausgedehnte Parkanlage der Villa Vopelius zurück. Im Laufe des Jahres 2017 wurde der Park grundlegend umgestaltet. Im Zuge dieser Maßnahme wurde der Sulzbach als ökologische Ersatzmaßnahme für die geplante Sanierung der nahegelegenen Bergehalde Maybach renaturiert und in den Fokus des Parks gerückt. In Bezug auf die Historie der Stadt Sulzbach wird der Stadtpark seitdem als Salinenpark bezeichnet. Damit wird auch eine Verbindung zum in direkter Nachbarschaft befindlichen Salzbrunnenensemble hergestellt.

## Wirtschaft und Infrastruktur

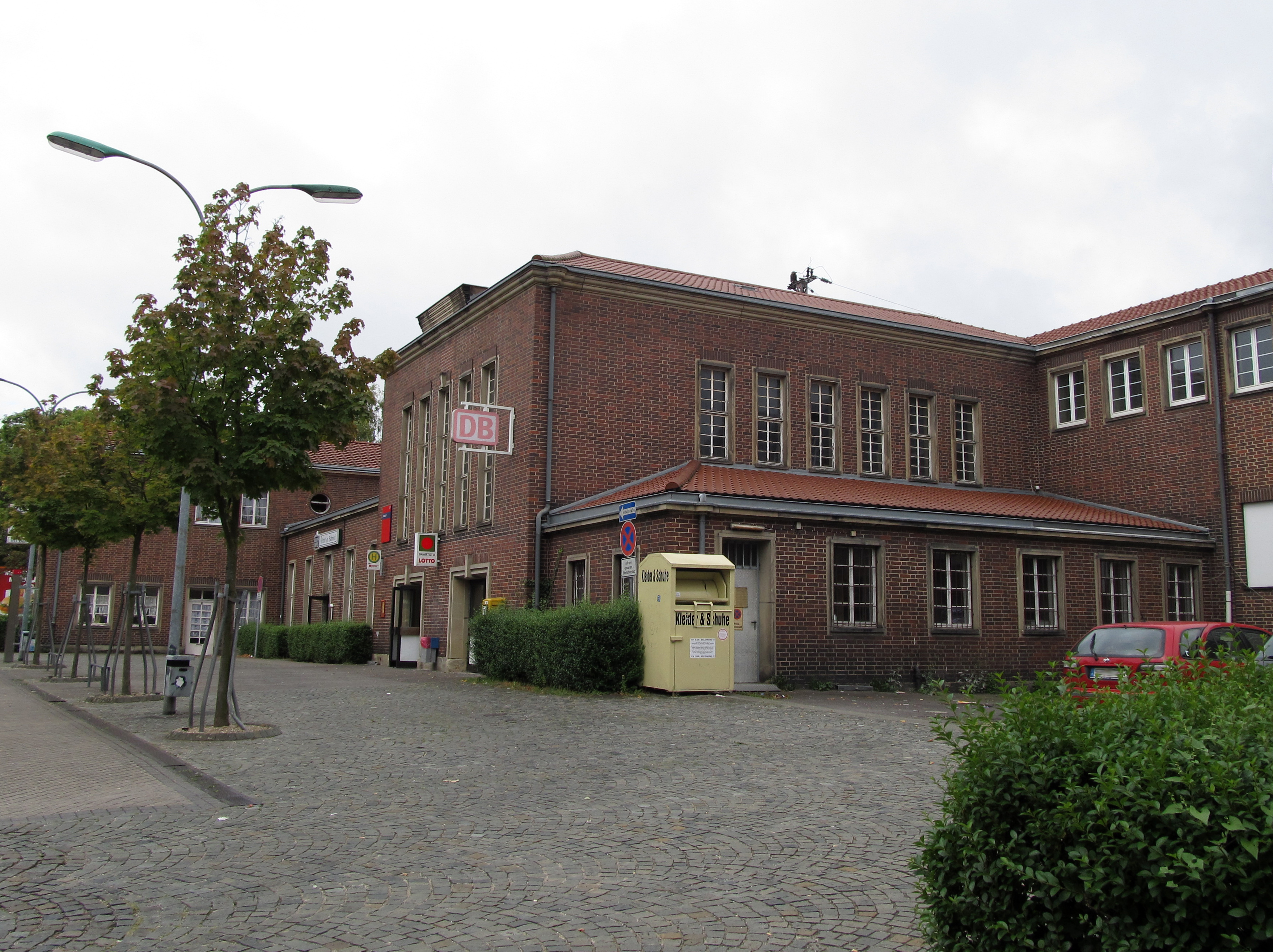
Bahnhof Sulzbach (Saar)

Im ehemaligen Schlachthof (heute BauWerkStadt genannt) wurde Gewerbefläche zur Verfügung gestellt.
Bedeutende Arbeitgeber sind unter anderen das Knappschaftskrankenhaus Sulzbach sowie die Hydac-Gruppe, die in Sulzbach ihren Sitz hat. Ein großer Arbeitgeber war die Zentralwerkstatt Hirschbach der RAG Deutsche Steinkohle AG, die als Folge des Ausstiegs aus dem Steinkohlebergbau im Saarland geschlossen wurde.
In Sulzbach haben das Fraunhofer-Institut für Biomedizinische Technik (IBMT) und dessen Ausgründung BioKryo GmbH ihren Hauptsitz sowie der TÜV Saarland.
Ein großes Veranstaltungsgebäude, die AULA, bietet Galerie, Bühne und Festsaal und ist architektonisch betrachtet sehenswert. Das darin enthaltene „Eugen-Helmlé-Forum“ und eine Skulptur ehren den Übersetzer, der lange im Ort gelebt hat.

### Verkehr
Sulzbach ist über die Bundesautobahn 623 (Friedrichsthal–Saarbrücken) an das überregionale Straßennetz angebunden.
Der Bahnhof Sulzbach (Saar) liegt an der Nahetalbahn und wird durch die Linie RB 73 Saarbrücken – Neubrücke (Nahe) bedient.

## Persönlichkeiten

### Söhne und Töchter der Stadt
- Johann Ludwig Vopelius (1800–1846), Alaun- und Glasfabrikant
- Karl Remy Vopelius (1808–1850), Alaun- und Glasfabrikant
- Carl Friedrich Euler (1823–1891), Ingenieur, Gründer des VDI
- Karl Philipp Vopelius (1830–1881), Alaun- und Glasfabrikant
- Eduard Vopelius (1838–1871), Alaun- und Glasfabrikant
- Ludwig Wilhelm Vopelius (1842–1914), Glasfabrikant und Präsident der Handelskammer Saarbrücken
- Richard Vopelius (1843–1911), Politiker, Reichstagsabgeordneter
- Max von Vopelius (1872–1932), Unternehmer
- Robert Hans Wentzel (1878–1970), Hochschullehrer für Eisenbahnbau und Rektor der RWTH Aachen
- Peter Michely (1888–1950), Politiker (SPD)
- Hermann Brauneck (1894–1942), Chirurg und SA-Führer
- Karl Imig (1895–1954), Präsident des Oberlandesgerichts Saarbrücken
- Otto Brauneck (1896–1917), Jagdflieger, Angehöriger der Jagdstaffel Richthofen
- Ewald Krümmer (1896–1968), Diplomat und Politiker (FDP)
- Paul Lorenz (1896–1952), Politiker (KPD)
- Ludwig Zeitz (1901–1963), Ingenieur und Sportfunktionär
- Maria Röder (1903–1985), Kommunistin und Frauenrechtlerin
- Fritz Maldener (1903–1992), Jurist
- Otto Häusser (1905–1979), Bildhauer
- Heinrich Brenner (1908–1986), Widerstandskämpfer
- Ferdinand Bungart (1915–1983), Landrat
- Richard Eberle (1918–2001), Bildender Künstler und Kunstpädagoge
- Wilhelm Gehrlein (1920–1985), Verfassungs- und Oberlandesgerichtspräsident
- Reinhard Koch (1920–2009), Volkswirt und Politiker, Minister des Saarlandes
- Karl Wolfskeil (1921–2000), Politiker (SPD), Landtagsabgeordneter
- Engelbert Wilden (1923–2014), Gewerkschafter und Politiketr (CDU)
- Horst Saar (1925–1985), Politiker (SPD), Landtagsabgeordneter
- Ludwig Harig (1927–2018), Schriftsteller
- Hilde Antes (1929–2016), Leichtathletin
- Fritz Maldener (1935–2011), Komponist
- Norbert Wagner (1936–1994), Politiker (FDP)
- Paul-Gerhard Müller (1940–2016), römisch-katholischer Theologe und Priester
- Rudi Assauer (1944–2019), Fußballspieler und -manager
- Wolfgang Pauly (* 1954), Theologe
- Dieter Heckmann (* 1959), Politiker (SPD)
- Sabine Blank (* 1984), Fußballspielerin

### Menschen, die in Sulzbach gewirkt haben
- Paul Guthörl (1895–1963), Geologe und Paläontologe
- Eugen Helmlé (1927–2000), Schriftsteller und Übersetzer
- Fritz Zolnhofer (1896–1965), Maler (Hauptmotiv „Arbeitswelt Kohle & Stahl“); nach ihm wurde ein von der Stadt Sulzbach gestifteter Kunstpreis (2001) benannt, der jährlich an regionale Malerpersönlichkeiten verliehen wird.